# DI Большой Медведицы
DI Большой Медведицы (лат. DI Ursae Majoris) — карликовая новая, двойная катаклизмическая переменная звезда типа U Близнецов (UG) в созвездии Большой Медведицы на расстоянии приблизительно 2240 световых лет (около 687 парсеков) от Солнца. Видимая звёздная величина звезды — от +17m до +15m.

## Характеристики
Первый компонент — аккрецирующий белый карлик спектрального класса pec(cont).